# 虫おんな
『虫おんな』（ 英：Sick Girl ）は、世界のホラー映画監督13人により製作された『マスターズ・オブ・ホラー』の一作（ Season 1、Episode 10 ）。アメリカのTV局Showtimeが企画。ラッキー・マッキー監督。

## ストーリー
昆虫学者になるほど虫が大好きな女・アイダ。ある日、アイダのもとに小包が来る。中に入っていたのは未知の昆虫で、彼女が目を離したすきに姿を消した。
だが、その昆虫ミックは、人類を征服すべくアイダの恋人ミスティの身体に寄生していた。
その事実を知ったアイダは虫を取るべきか、ミスティを取るべきか、苦悩しだした。

## キャスト
- アイダ・ティーター：アンジェラ・ベティス
- ミスティ：エリン・ブラウン
- マックス：ジェシー・フルビク
- ウォルフ教授：マイク・マッキー